# Gareth Davis
Gareth Davis (20 de enero de 1976) es un deportista británico que compitió en remo. Ganó una medalla de plata en el Campeonato Mundial de Remo de 1999, en la prueba de ocho con timonel ligero.

## Palmarés internacional
| Campeonato Mundial | Campeonato Mundial      | Campeonato Mundial | Campeonato Mundial      |
| Año                | Lugar                   | Medalla            | Prueba                  |
| ------------------ | ----------------------- | ------------------ | ----------------------- |
| 1999               | St. Catharines (Canadá) | Medalla de plata   | Ocho con timonel ligero |